# Eilema taeniata
Eilema taeniata là một loài bướm đêm thuộc phân họ Arctiinae, họ Erebidae.